# 黃禮志
黃禮志（2000年5月26日—）是一位韓國女明星和韓國JYP娛樂旗下女子團體ITZY的隊長。藝名Yeji、禮志。2025年3月10日，以首張個人專輯《AIR》Solo出道。

## 早年生活
黃禮志出生於首爾，家族為昌原黃氏。從小在全州市長大。就讀國小時，她對唱歌產生興趣，受到姐姐的影響開始學習跳舞。沒多久，她決定加入當地的舞蹈團體，進一步磨練自己的舞蹈實力。
7歲時曾因傷風後遺症，而併發敗血症、骨髓炎和肺炎，而留院一年。常常被認為是單眼皮，實際上是內雙鳳眼 。
小學時是運動健將。小六時是全州跳高第三，也擅長個人花式跳繩。
她畢業於全州商業資訊高中，在學期間持續精進自己的歌唱與舞蹈能力，為進入演藝圈做好準備。

## 演藝經歷

### 2015–2018：出道前時期
2015年，黃禮志參加JYP娛樂的選拔試鏡，並以翻唱TWICE的〈Like Ooh-Ahh〉成功通過試鏡，正式成為練習生。9月19日，她在電視劇《第二個二十歲》第八集中客串演出。
2017年10月17日，她在JYP娛樂推出的選秀節目《Stray Kids》第一集登場，與未來的ITZY成員申留眞、李彩領與申有娜一同亮相。
2018年，黃禮志參加SBS選秀節目《THE FAN》，在節目中展現了她的舞台魅力。當時2PM成員李俊昊稱她為「JYP 的秘密武器」，讓她備受矚目。

### 2019年至今：ITZY時期與個人出道
2019年2月12日，黃禮志以ITZY隊長、主舞及主唱的身份正式出道，發行首張單曲專輯《IT'z Different》，主打歌為〈DALLA DALLA〉。
2021年3月19日，她獲選為STUDIO CHOOM的「Artist Of The Month」，並翻跳Bishop Briggs的〈River〉，同時分享自己的舞蹈歷程。
2022年6月，黃禮志與隊友柳真在Studio Choom的「Mix & Max」系列中合作表演Bebe Rexha的〈Break My Heart Myself〉，這支舞蹈影片大受好評，隨後她們與 Bebe Rexha 聯手推出官方混音版本，該歌曲更登上Circle Chart數位下載榜第120名。
2023年11月，她與成員李彩領共同擔任SBS選秀節目《Universe Ticket》的導師。12月20日，黃禮志發行個人單曲〈Crown On My Head〉，該歌曲進入Circle數位下載榜第43名。
2024年12月1日，她為TvN戲劇《爱在独木桥》演唱原聲帶歌曲〈Think About You〉，並打入Circle數位下載榜第67名。
2025年1月17日，JYP娛樂宣布黃禮志正在準備個人出道。2月10日，JYP娛樂公開她的首張個人迷你專輯《Air》的預告影片，並確認專輯將於2025年3月10日正式發行，這將是她作為SOLO歌手的正式出道。

## 音樂作品

### 迷你專輯
| 專輯 # | 專輯資料                                                     | 曲目                                                |
| ------ | ------------------------------------------------------------ | --------------------------------------------------- |
| 1st    | 《AIR》 - 發行日期： 2025年3月10日 - 語言：韓語 - 專輯銷量： | 曲目 1. Air 2. Invasion 3. Can’t Slow Me, No 4. 258 |

### 原聲帶
| 發行日期      | 專輯                        | 歌曲            |
| ------------- | --------------------------- | --------------- |
| 2024年12月1日 | tvN《愛在獨木橋》OST Part.3 | Think About You |

## 外部連結
- 黃禮志的Instagram帳戶
- 黃禮志在互联网电影资料库（IMDb）上的資料（英文）
- 黃禮志在JYP Publishing的頁面
- 维基共享资源上的相關多媒體資源：黃禮志